# 波江座DU
波江座DU，又名BD-13 893，HD 28497、SAO 149674、HR 1423，是波江座的一颗恒星，视星等为5.6，位于銀經208.78，銀緯-37.4，其B1900.0坐标为赤經4h 24m 28.2s，赤緯-13° -37.4′ 7″。